# Sherston
Sherston – wieś w Anglii, w hrabstwie Wiltshire. Leży 63 km na północny zachód od miasta Salisbury i 145 km na zachód od Londynu.